# Jesper Blomqvist
Lars Jesper Blomqvist (Umeå, 5 febbraio 1974) è un allenatore di calcio, ex calciatore e cuoco svedese, di ruolo centrocampista.

## Biografia
Nel 2006 è stato aggredito fisicamente mentre era in visita a Umeå, sua città natale.

## Caratteristiche tecniche

### Giocatore
Ricopriva il ruolo di esterno sinistro di centrocampo.

## Carriera

### Giocatore

#### Club

Blomqvist (a destra) in azione al Parma nel 1998, contrastato dall'atalantino Piacentini.

Dopo gli esordi nell'Umeå FC, si fa notare nell'IFK Göteborg dove rimane per un triennio, prima di essere acquistato nella stagione 1996-1997 per 4,5 miliardi di lire dal Milan, squadra in cui giocherà 19 partite di campionato, mettendo a segno una rete al Bologna. L'annata successiva (1997-1998) gioca 2 partite in rossonero prima di essere ceduto al Parma, dove al termine della stagione avrà collezionato 28 presenze e 1 gol. Lascia l'Italia con un bottino di 48 presenze e 2 reti in Serie A.
Si trasferisce in Inghilterra, al Manchester Utd, dove nel 1999 vince la Premier League, la FA Cup, la Champions League e la Coppa Intercontinentale. Nel 2001 passa all'Everton, quindi nel 2002 al Charlton e infine nel 2003 torna in patria al Djurgården dove, a causa di ripetuti problemi al ginocchio, a 31 anni si ritira una prima volta dall'attività agonistica.
Nel 2008 torna sui propri passi firmando per l'Enköpings SK, dove ricopre anche il ruolo di assistente allenatore, ma non essendo riuscito a salvare il club dalla retrocessione decide di concludere definitivamente la carriera l'anno stesso.

#### Nazionale
Ha collezionato 30 presenze con la maglia della nazionale svedese tra il 1994 e il 2002, partecipando al campionato del mondo 1994, chiuso al terzo posto.

### Allenatore
Dopo aver ricoperto il ruolo di allenatore-giocatore nell'Enköpings SK, nel 2010 è assistente di Michael Borgqvist sulla panchina dell'Hammarby: durante questa stagione gioca anche 6 partite da giocatore, e diventa head coach per un breve periodo in seguito alle dimissioni di Borgqvist.

## Attività di cuoco
Qualche anno dopo aver allenato l'Hammarby, ha iniziato a gestire una pizzeria a Lidingö; la sua pizzeria è stata premiata per tre anni consecutivamente dal Gambero Rosso. Nel 2023 ha vinto l'edizione svedese di Masterchef.

## Statistiche

### Cronologia presenze e reti in nazionale
| Cronologia completa delle presenze e delle reti in nazionale ― Svezia | Cronologia completa delle presenze e delle reti in nazionale ― Svezia | Cronologia completa delle presenze e delle reti in nazionale ― Svezia | Cronologia completa delle presenze e delle reti in nazionale ― Svezia | Cronologia completa delle presenze e delle reti in nazionale ― Svezia | Cronologia completa delle presenze e delle reti in nazionale ― Svezia | Cronologia completa delle presenze e delle reti in nazionale ― Svezia | Cronologia completa delle presenze e delle reti in nazionale ― Svezia |
| Data                                                                  | Città                                                                 | In casa                                                               | Risultato                                                             | Ospiti                                                                | Competizione                                                          | Reti                                                                  | Note                                                                  |
| --------------------------------------------------------------------- | --------------------------------------------------------------------- | --------------------------------------------------------------------- | --------------------------------------------------------------------- | --------------------------------------------------------------------- | --------------------------------------------------------------------- | --------------------------------------------------------------------- | --------------------------------------------------------------------- |
| 18-2-1994                                                             | Miami                                                                 | Colombia                                                              | 0 – 0                                                                 | Svezia                                                                | Joe Robbie Cup                                                        | -                                                                     | 72’                                                                   |
| 20-2-1994                                                             | Miami                                                                 | Stati Uniti                                                           | 1 – 3                                                                 | Svezia                                                                | Joe Robbie Cup                                                        | -                                                                     | 58’                                                                   |
| 24-2-1994                                                             | Fresno                                                                | Messico                                                               | 2 – 1                                                                 | Svezia                                                                | Amichevole                                                            | -                                                                     | 77’                                                                   |
| 20-4-1994                                                             | Wrexham                                                               | Galles                                                                | 0 – 2                                                                 | Svezia                                                                | Amichevole                                                            | -                                                                     | 60’                                                                   |
| 5-5-1994                                                              | Solna                                                                 | Svezia                                                                | 3 – 1                                                                 | Nigeria                                                               | Amichevole                                                            | -                                                                     | 68’                                                                   |
| 26-5-1994                                                             | Copenaghen                                                            | Danimarca                                                             | 1 – 0                                                                 | Svezia                                                                | Amichevole                                                            | -                                                                     | 63’                                                                   |
| 5-6-1994                                                              | Stoccolma                                                             | Svezia                                                                | 2 – 0                                                                 | Norvegia                                                              | Amichevole                                                            | -                                                                     | 89’                                                                   |
| 12-6-1994                                                             | Mission Viejo                                                         | Romania                                                               | 1 – 1                                                                 | Svezia                                                                | Amichevole                                                            | -                                                                     | 46’                                                                   |
| 19-6-1994                                                             | Pasadena                                                              | Camerun                                                               | 2 – 2                                                                 | Svezia                                                                | Mondiali 1994 - 1º turno                                              | -                                                                     | 61’                                                                   |
| 28-6-1994                                                             | Detroit                                                               | Brasile                                                               | 1 – 1                                                                 | Svezia                                                                | Mondiali 1994 - 1º turno                                              | -                                                                     | 65’                                                                   |
| 17-8-1994                                                             | Örebro                                                                | Svezia                                                                | 4 – 2                                                                 | Lituania                                                              | Amichevole                                                            | -                                                                     | 63’                                                                   |
| 12-10-1994                                                            | Berna                                                                 | Svizzera                                                              | 4 – 2                                                                 | Svezia                                                                | Qual. Euro 1996                                                       | -                                                                     | 22’ 82’                                                               |
| 8-3-1995                                                              | Limassol                                                              | Cipro                                                                 | 3 – 3                                                                 | Svezia                                                                | Amichevole                                                            | -                                                                     | 66’                                                                   |
| 29-3-1995                                                             | Ankara                                                                | Turchia                                                               | 2 – 1                                                                 | Svezia                                                                | Qual. Euro 1996                                                       | -                                                                     | 75’                                                                   |
| 19-2-1996                                                             | Hong Kong                                                             | Hong Kong League XI                                                   | 0 – 1                                                                 | Svezia                                                                | Lunar New Year Cup 1996 - Semifinale                                  | -                                                                     | 63’                                                                   |
| 14-8-1996                                                             | Göteborg                                                              | Svezia                                                                | 0 – 1                                                                 | Danimarca                                                             | Amichevole                                                            | -                                                                     | 46’                                                                   |
| 1-9-1996                                                              | Riga                                                                  | Lettonia                                                              | 1 – 2                                                                 | Svezia                                                                | Qual. Mondiali 1998                                                   | -                                                                     |                                                                       |
| 9-10-1996                                                             | Solna                                                                 | Svezia                                                                | 0 – 1                                                                 | Austria                                                               | Qual. Mondiali 1998                                                   | -                                                                     |                                                                       |
| 10-11-1996                                                            | Glasgow                                                               | Scozia                                                                | 1 – 0                                                                 | Svezia                                                                | Qual. Mondiali 1998                                                   | -                                                                     |                                                                       |
| 12-3-1997                                                             | Ramat Gan                                                             | Israele                                                               | 0 – 1                                                                 | Svezia                                                                | Amichevole                                                            | -                                                                     |                                                                       |
| 2-4-1997                                                              | Parigi                                                                | Francia                                                               | 1 – 0                                                                 | Svezia                                                                | Amichevole                                                            | -                                                                     | 66’                                                                   |
| 20-8-1997                                                             | Minsk                                                                 | Bielorussia                                                           | 1 – 2                                                                 | Svezia                                                                | Qual. Mondiali 1998                                                   | -                                                                     | 46’                                                                   |
| 6-9-1997                                                              | Vienna                                                                | Austria                                                               | 1 – 0                                                                 | Svezia                                                                | Qual. Mondiali 1998                                                   | -                                                                     | 54’                                                                   |
| 10-9-1997                                                             | Solna                                                                 | Svezia                                                                | 1 – 0                                                                 | Lettonia                                                              | Qual. Mondiali 1998                                                   | -                                                                     | 75’                                                                   |
| 11-10-1997                                                            | Solna                                                                 | Svezia                                                                | 1 – 0                                                                 | Estonia                                                               | Qual. Mondiali 1998                                                   | -                                                                     |                                                                       |
| 22-4-1998                                                             | Solna                                                                 | Svezia                                                                | 0 – 0                                                                 | Francia                                                               | Amichevole                                                            | -                                                                     |                                                                       |
| 28-5-1998                                                             | Malmö                                                                 | Svezia                                                                | 3 – 0                                                                 | Danimarca                                                             | Amichevole                                                            | -                                                                     | 74’                                                                   |
| 14-10-1998                                                            | Burgas                                                                | Bulgaria                                                              | 0 – 1                                                                 | Svezia                                                                | Qual. Euro 2000                                                       | -                                                                     | 71’                                                                   |
| 10-2-1999                                                             | Tunisi                                                                | Tunisia                                                               | 0 – 1                                                                 | Svezia                                                                | Amichevole                                                            | -                                                                     |                                                                       |
| 28-4-1999                                                             | Dublino                                                               | Irlanda                                                               | 2 – 0                                                                 | Svezia                                                                | Amichevole                                                            | -                                                                     |                                                                       |
| 27-3-2002                                                             | Malmö                                                                 | Svezia                                                                | 1 – 1                                                                 | Svizzera                                                              | Amichevole                                                            | -                                                                     | 46’                                                                   |
| Totale                                                                |                                                                       | Presenze                                                              | 31                                                                    |                                                                       | Reti                                                                  | 0                                                                     |                                                                       |

## Palmarès

### Giocatore

#### Club

##### Competizioni nazionali
- Campionato svedese: 6

IFK Göteborg: 1993, 1994, 1995, 1996
Djurgården: 2003, 2005
- Campionato inglese: 3

Manchester Utd: 1998-1999, 1999-2000, 2000-2001
- Coppa d'Inghilterra: 1

Manchester Utd: 1998-1999
- Coppa di Svezia: 2

Djurgården: 2004, 2005

##### Competizioni internazionali
- UEFA Champions League: 1

Manchester Utd: 1998-1999
- Coppa Intercontinentale: 1

Manchester Utd: 1999

### Cuoco
- Masterchef Svezia 2023